# Saint-Maixent-l'École
Pour les articles homonymes, voir Saint-Maixent.
Saint-Maixent-l'École est une commune du Centre-Ouest de la France située dans le département des Deux-Sèvres en région Nouvelle-Aquitaine.
Ses habitants sont appelés les Saint-Maixentais et les Saint-Maixentaises.

## Géographie

### Localisation
La ville de Saint-Maixent-l’École est située sur la RD 611 à 23 km au nord-est de Niort et à 55 km au sud-ouest de Poitiers, elle est desservie par l'autoroute A10 et par le TGV vers Poitiers-Paris ou vers Niort-La Rochelle.
La ville est traversée par la Sèvre Niortaise.

### Climat
Pour des articles plus généraux, voir Climat de la Nouvelle-Aquitaine et Climat des Deux-Sèvres.
Historiquement, la commune est exposée à un climat océanique du nord-ouest. En 2020, Météo-France publie une typologie des climats de la France métropolitaine dans laquelle la commune est exposée à un climat océanique et est dans la région climatique  Poitou-Charentes, caractérisée par un bon ensoleillement, particulièrement en été et des vents modérés.
Pour la période 1971-2000, la température annuelle moyenne est de 12 °C, avec une amplitude thermique annuelle de 14,5 °C. Le cumul annuel moyen de précipitations est de 908 mm, avec 13,1 jours de précipitations en janvier et 7,4 jours en juillet. Pour la période 1991-2020, la température moyenne annuelle observée sur la station météorologique installée sur la commune est de 13,4 °C et le cumul annuel moyen de précipitations est de 940,4 mm,. Pour l'avenir, les paramètres climatiques de la commune estimés pour 2050 selon différents scénarios d’émission de gaz à effet de serre sont consultables sur un site dédié publié par Météo-France en novembre 2022.
| Mois                                  | jan.          | fév.          | mars          | avril         | mai           | juin          | jui.          | août          | sep.          | oct.          | nov.          | déc.          | année     |
| ------------------------------------- | ------------- | ------------- | ------------- | ------------- | ------------- | ------------- | ------------- | ------------- | ------------- | ------------- | ------------- | ------------- | --------- |
| Température minimale moyenne (°C)     | 3,1           | 2,6           | 4,8           | 7             | 10,1          | 13,7          | 15,5          | 14,9          | 12,4          | 9,7           | 6,5           | 3,6           | 8,7       |
| Température moyenne (°C)              | 6,1           | 6,4           | 9,4           | 12,4          | 15,4          | 19            | 21,3          | 21            | 18,2          | 14,2          | 10            | 6,9           | 13,4      |
| Température maximale moyenne (°C)     | 9             | 10,2          | 14            | 17,8          | 20,7          | 24,3          | 27,1          | 27,1          | 24            | 18,7          | 13,5          | 10,1          | 18        |
| Record de froid (°C) date du record   | −7,7 12.01.10 | −9,9 09.02.12 | −4,5 15.03.13 | −3,5 04.04.22 | 1 03.05.21    | 5,3 07.06.20  | 7,8 02.07.12  | 7,9 24.08.14  | 4 20.09.12    | −1,2 31.10.12 | −4,5 21.11.18 | −7,9 17.12.09 | −9,9 2012 |
| Record de chaleur (°C) date du record | 17,2 01.01.23 | 24,6 27.02.19 | 26,1 31.03.21 | 28,5 21.04.18 | 33,2 26.05.17 | 40,3 18.06.22 | 40,9 18.07.22 | 40,1 07.08.20 | 37,1 04.09.23 | 31,9 02.10.23 | 24,1 08.11.15 | 18,3 30.12.21 | 40,9 2022 |
| Précipitations (mm)                   | 95            | 76,9          | 72,4          | 72,8          | 68,5          | 67,2          | 55,1          | 53,8          | 69,2          | 92,6          | 101,9         | 115           | 940,4     |

## Urbanisme

### Typologie
Au 1er janvier 2024, Saint-Maixent-l'École est catégorisée petite ville, selon la nouvelle grille communale de densité à sept niveaux définie par l'Insee en 2022.
Elle appartient à l'unité urbaine de Saint-Maixent-l'École, une agglomération intra-départementale regroupant quatre communes, dont elle est ville-centre,,. Par ailleurs la commune fait partie de l'aire d'attraction de Saint-Maixent-l'École, dont elle est la commune-centre,. Cette aire, qui regroupe 4 communes, est catégorisée dans les aires de moins de 50 000 habitants,.

### Occupation des sols
L'occupation des sols de la commune, telle qu'elle ressort de la base de données européenne d’occupation biophysique des sols Corine Land Cover (CLC), est marquée par l'importance des territoires artificialisés (80,6 % en 2018), en augmentation par rapport à 1990 (74,7 %). La répartition détaillée en 2018 est la suivante : 
zones urbanisées (57,6 %), zones industrielles ou commerciales et réseaux de communication (14,1 %), terres arables (13,3 %), espaces verts artificialisés, non agricoles (8,9 %), zones agricoles hétérogènes (6 %), forêts (0,1 %). L'évolution de l’occupation des sols de la commune et de ses infrastructures peut être observée sur les différentes représentations cartographiques du territoire : la carte de Cassini (XVIIIe siècle), la carte d'état-major (1820-1866) et les cartes ou photos aériennes de l'IGN pour la période actuelle (1950 à aujourd'hui).

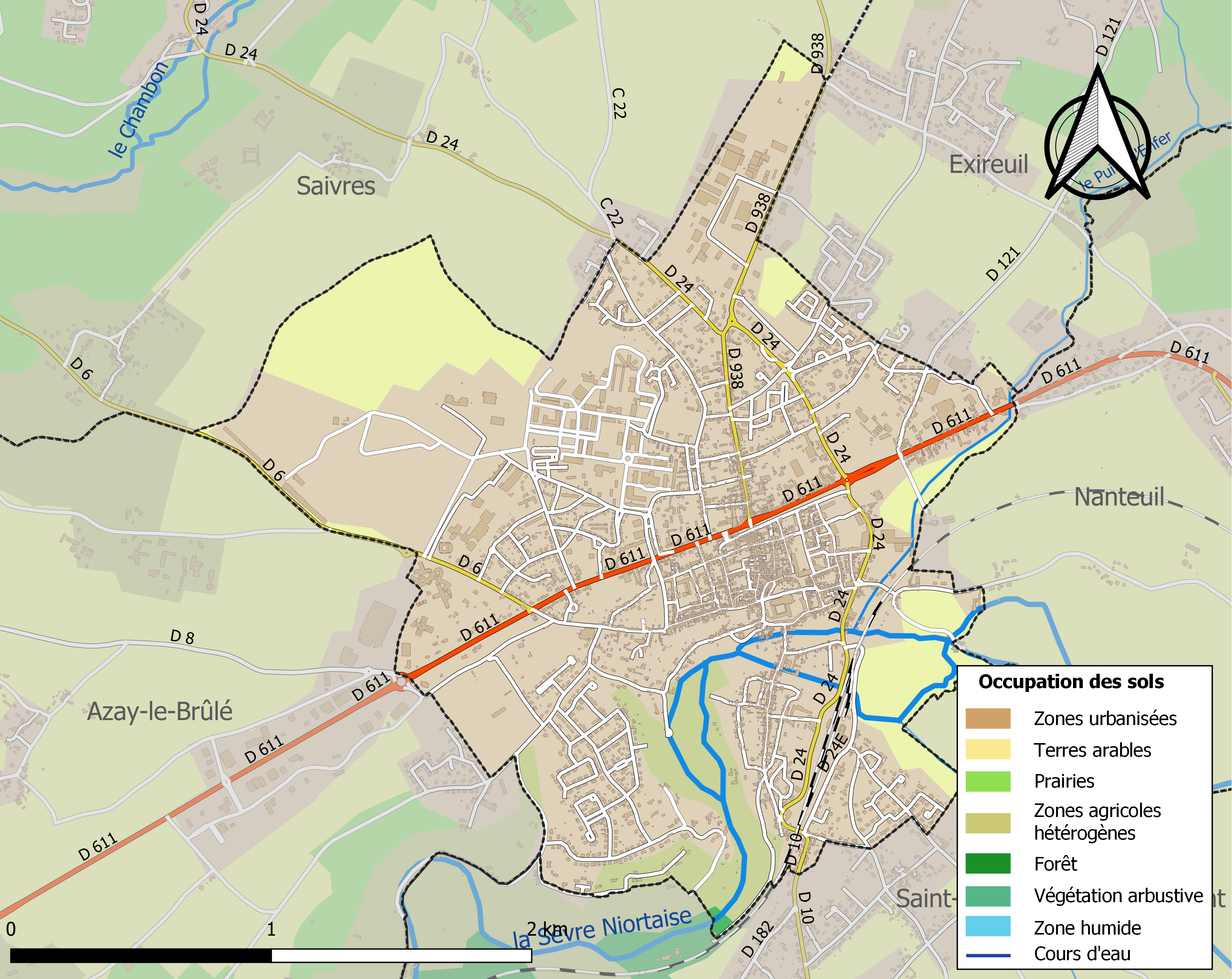
Carte des infrastructures et de l'occupation des sols de la commune en 2018 (CLC).

### Risques majeurs
Le territoire de la commune de Saint-Maixent-l'École est vulnérable à différents aléas naturels : météorologiques (tempête, orage, neige, grand froid, canicule ou sécheresse), inondations, mouvements de terrains et séisme (sismicité modérée). Il est également exposé à un risque technologique, le transport de matières dangereuses, et à un risque particulier : le risque de radon. Un site publié par le BRGM permet d'évaluer simplement et rapidement les risques d'un bien localisé soit par son adresse soit par le numéro de sa parcelle.

#### Risques naturels
Certaines parties du territoire communal sont susceptibles d’être affectées par le risque d’inondation par débordement de cours d'eau, notamment la Sèvre Niortaise. La commune a été reconnue en état de catastrophe naturelle au titre des dommages causés par les inondations et coulées de boue survenues en 1982, 1983, 1992, 1993, 1995, 1999, 2006, 2010 et 2011,. Le risque inondation est pris en compte dans l'aménagement du territoire de la commune par le biais du plan de prévention des risques inondation (PPRI) de la « Vallée de la Sèvre Niortaise amont », approuvé le 21 mars 2017, dont le périmètre regroupe 17 communes.

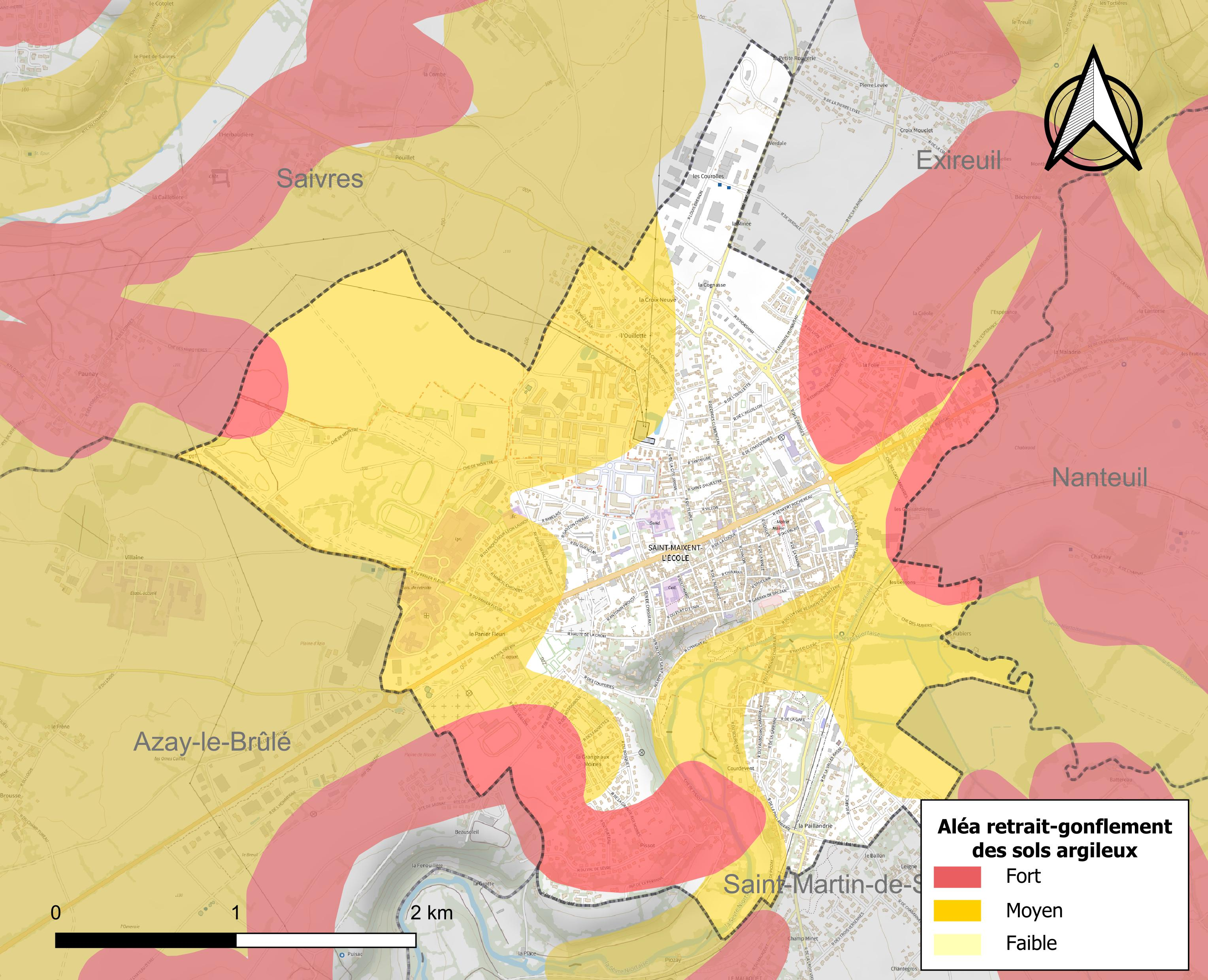
Carte des zones d'aléa retrait-gonflement des sols argileux de Saint-Maixent-l'École.

Les mouvements de terrains susceptibles de se produire sur la commune sont des tassements différentiels. Le retrait-gonflement des sols argileux est susceptible d'engendrer des dommages importants aux bâtiments en cas d’alternance de périodes de sécheresse et de pluie. 66,1 % de la superficie communale est en aléa moyen ou fort (54,9 % au niveau départemental et 48,5 % au niveau national). Depuis le 1er octobre 2020, en application de la loi ELAN, différentes contraintes s'imposent aux vendeurs, maîtres d'ouvrages ou constructeurs de biens situés dans une zone classée en aléa moyen ou fort,.
La commune a été reconnue en état de catastrophe naturelle au titre des dommages causés par la sécheresse en 1989, 1992, 2003 et 2005 et par des mouvements de terrain en 1999 et 2010.

#### Risque particulier
Dans plusieurs parties du territoire national, le radon, accumulé dans certains logements ou autres locaux, peut constituer une source significative d’exposition de la population aux rayonnements ionisants. Selon la classification de 2018, la commune de Saint-Maixent-l'École est classée en zone 2, à savoir zone à potentiel radon faible mais sur lesquelles des facteurs géologiques particuliers peuvent faciliter le transfert du radon vers les bâtiments.

## Histoire

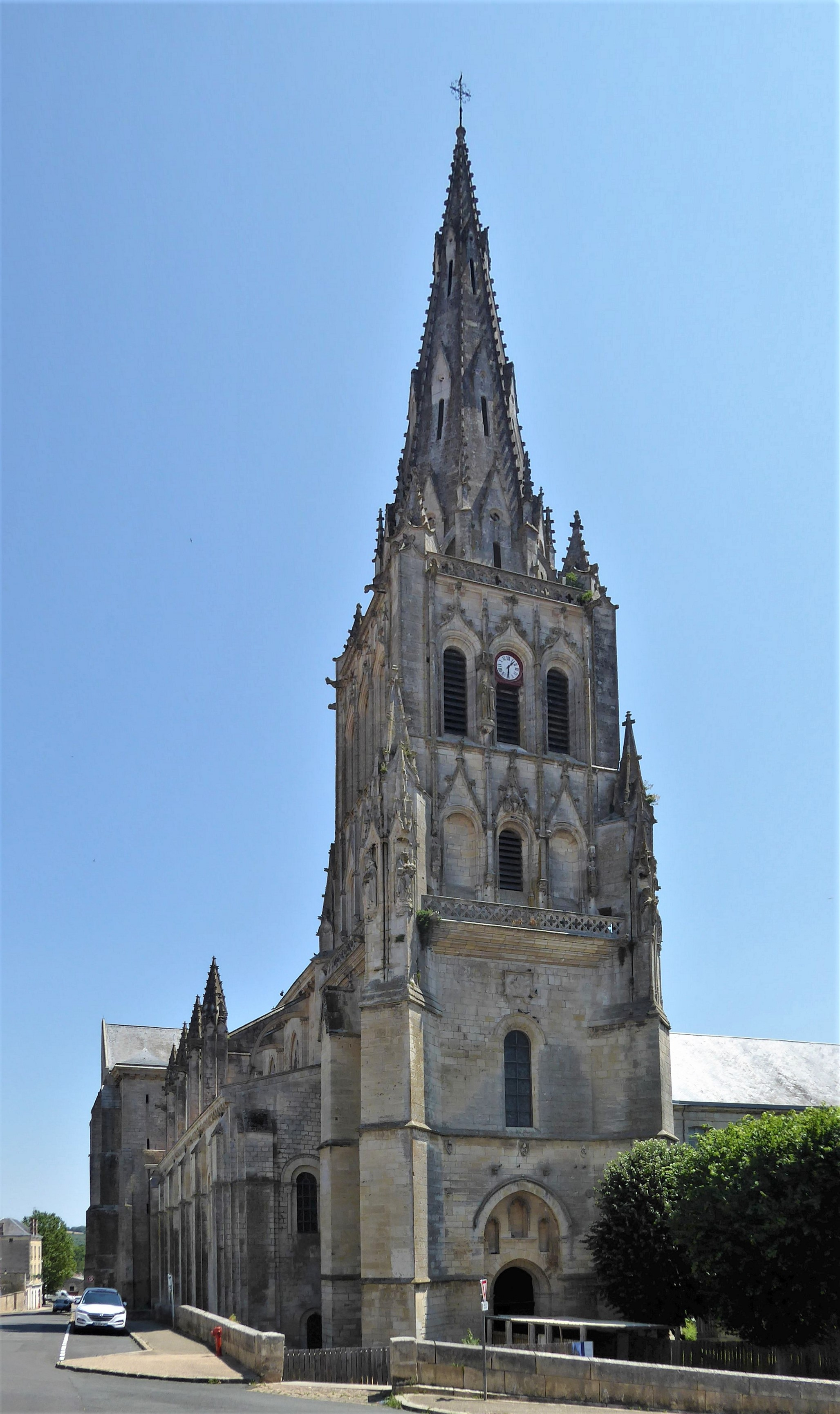
L'abbatiale Saint-Maixent de Saint-Maixent-l'École

La ville se développe autour du monastère fondé en 459 par le moine oratorien Agapit, rejoint en 480 par Adjutor qui prit alors le nom de Maixent. La ville porta d'abord le nom de Saint-Saturnin et prospéra aux VIe et VIIe siècles.
En septembre 1346, le comte de Derby échoue dans son assaut pour prendre la ville (guerre de Cent Ans).
En février 1469, par ses lettres patentes, le roi Louis XI autorisa une création des foires et des marchés à Saint-Maixent, selon une demande du comte du Maine.
Elle fut chef-lieu de district de 1790 à 1795.
De 1880 à 1940, l'École militaire d'infanterie (EMI, puis EMICC, avec les chars de combat) forme des milliers d'officiers issus du corps des sous-officiers.
En juin 1940, ces élèves officiers de Saint-Maixent rejoignent les élèves de l’École de cavalerie de Saumur dans leur sacrifice pour défendre le passage de la Loire.
Après la guerre, l'École militaire d'infanterie et des chars de combat rejoindra l'École militaire interarmes au camp de Coëtquidan.
En 1963, s'installe l'École nationale des sous-officiers d'active.

## Politique et administration

### Liste des maires
Depuis 1959, 5 maires se sont succédé :
| Période   | Période               | Identité          | Étiquette                  | Qualité |
| --------- | --------------------- | ----------------- | -------------------------- | --- |
| mars 1959 | mars 1970 (démission) | Jacques Fouchier  | CNIP puis CD               | Vétérinaire Député de la 2e circonscription des Deux-Sèvres (1958 → 1986) Conseiller général de Saint-Maixent-l'École-1 (1951 → 1970) Président du conseil général des Deux-Sèvres (1967 → 1970)                            |
| mars 1970 | mars 1977             | Louis Brebion     |                            | |
| mars 1977 | mars 1989             | Camille Lamberton | PS puis DVG                | Conseiller général de Saint-Maixent-l'École-1 (1970 → 1994) |
| mars 1989 | mai 2020              | Léopold Moreau    | UDF-PR puis DL puis UMP-LR | Maître de conférences Conseiller général de Saint-Maixent-l'École-2 (1992 → 2015) Conseiller départemental de Saint-Maixent-l'École (2015 → 2021) 1er vice-président du conseil départemental des Deux-Sèvres (2015 → 2021) |
| mai 2020  | En cours              | Stéphane Baudry   | GÉ                         | Professeur d'histoire-géographie |

### Jumelages
- Horsham (Angleterre) depuis 1982.
- Airola (Italie) depuis 2000.

## Population et société

### Démographie
L'évolution du nombre d'habitants est connue à travers les recensements de la population effectués dans la commune depuis 1793. Pour les communes de moins de 10 000 habitants, une enquête de recensement portant sur toute la population est réalisée tous les cinq ans, les populations de référence des années intermédiaires étant quant à elles estimées par interpolation ou extrapolation. Pour la commune, le premier recensement exhaustif entrant dans le cadre du nouveau dispositif a été réalisé en 2008.

En 2022, la commune comptait 7 433 habitants, en évolution de +10,02 % par rapport à 2016 (Deux-Sèvres : +0,18 %, France hors Mayotte : +2,11 %).
| 1793  | 1800  | 1806  | 1821  | 1831  | 1836  | 1841  | 1846  | 1851  |
| ----- | ----- | ----- | ----- | ----- | ----- | ----- | ----- | ----- |
| 3 980 | 4 944 | 4 111 | 4 128 | 4 329 | 4 214 | 4 320 | 4 149 | 4 121 |

| 1856  | 1861  | 1866  | 1872  | 1876  | 1881  | 1886  | 1891  | 1896  |
| ----- | ----- | ----- | ----- | ----- | ----- | ----- | ----- | ----- |
| 4 123 | 3 927 | 4 147 | 4 659 | 4 259 | 4 790 | 5 565 | 5 036 | 5 370 |

| 1901  | 1906  | 1911  | 1921  | 1926  | 1931  | 1936  | 1946  | 1954  |
| ----- | ----- | ----- | ----- | ----- | ----- | ----- | ----- | ----- |
| 4 870 | 5 401 | 5 651 | 5 345 | 5 518 | 6 117 | 5 846 | 5 709 | 7 288 |

| 1962  | 1968  | 1975  | 1982  | 1990  | 1999  | 2006  | 2008  | 2013  |
| ----- | ----- | ----- | ----- | ----- | ----- | ----- | ----- | ----- |
| 7 068 | 7 706 | 7 973 | 7 515 | 6 893 | 6 602 | 7 643 | 7 537 | 6 545 |

| 2018  | 2022  | - | - | - | - | - | - | - |
| ----- | ----- | - | - | - | - | - | - | - |
| 7 209 | 7 433 | - | - | - | - | - | - | - |

Saint-Maixent est la 6e ville des Deux-Sèvres par la population (5e agglomération). C'est également la ville la plus densément peuplée du département, avec une densité de près de 1500 hab./km². Après un pic de près de 8 000 habitants en 1975, la ville a perdu des habitants jusqu'à la fin des années 1990 (6 600 habitants en 1999).
Il est difficile d'établir des comparaisons entre la population comptée au recensement de la population en 1999 et les chiffres des recensements postérieurs, en raison du changement de méthodologie de l'Insee. En effet, « avec la nouvelle méthode de recensement, les élèves majeurs vivant en internat ainsi que les militaires vivant en caserne sans leur famille font partie de la population des communautés. Ils ne sont plus rattachés au ménage de leur famille et ne font donc plus partie de la population des ménages comme lors des précédents recensements de la population. Les caractéristiques de la population vivant en communauté et de la population des ménages peuvent être affectées par ce changement, en particulier pour certains territoires. Ainsi, si l'internat ou la caserne n'est pas situé dans la même commune que la résidence de la famille, ces personnes sont comptées à un endroit différent de celui où elles auraient été comptées lors des recensements précédents. Elles sont désormais comptées au lieu où est situé l'internat ou la caserne alors qu'elles étaient comptées auparavant au lieu de leur résidence familiale. Pour certains territoires, notamment les communes sièges d'un établissement d'enseignement avec internat ou d'une structure militaire dont les effectifs sont importants au regard de la population de la commune, la qualité des comparaisons dans le temps peut être affectée de façon significative. »
La présence de l'ENSOA sur la commune de Saint-Maixent-l'École pèse donc considérablement sur la différence de chiffres entre 1999 et 2006, créant une croissance fictive de population, ne correspondant probablement à aucune croissance réelle. Au contraire, le solde naturel (naissances-décès) n'a de cesse de diminuer à Saint-Maixent depuis 1968. La période 1999-2008 enregistre même un solde naturel annuel négatif, pour la première fois. La tendance induite par les résultats de 2006 et 2009 (c'est-à-dire à méthodologie constante, quoique la comparaison formelle soit proscrite en raison des enquêtes de recensement 2007 et 2008, prises en compte à la fois dans le résultat officiel pour l'année 2006 et dans le résultat officiel pour l'année 2009) indiquerait également qu'il n'y a pas de reprise de la croissance démographique à Saint-Maixent.

## Économie
Saint-Maixent-l’École est une ville de garnison depuis le XIXe siècle, et son économie en dépend entièrement.

## Patrimoine culturel
- Demeures médiévales.

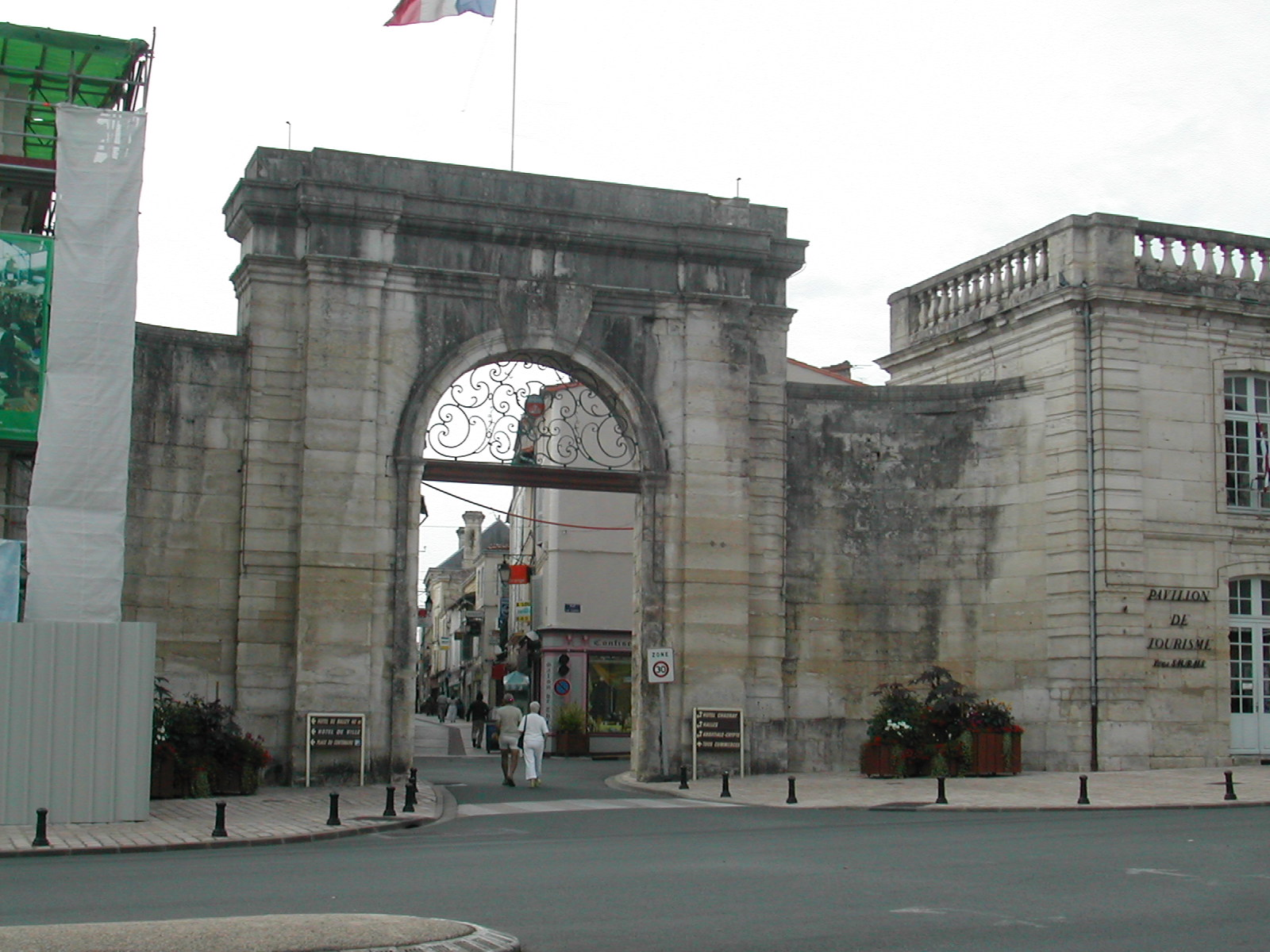
La porte Châlon.

- De 1881 à 1940, Saint-Maixent a accueilli une école militaire de formation d'officiers de l'armée de terre (infanterie, puis infanterie et chars).
- Saint-Maixent est depuis 1963 le siège de l’École nationale des sous-officiers d'active, qui forme tous les sous-officiers de l'armée de terre française.
- Musée du sous-officier, au quartier Marchand, aménagé sur l'emplacement du château de Saint-Maixent, dans l'ancien bâtiment des études de l'École militaire d'infanterie. L'origine de cet établissement remonte à l'année 1926. Le général Louis-Amédée Rondenay, général commandant l'école militaire d'infanterie et de chars de combat, fonde alors le musée du souvenir pour permettre aux élèves officiers de se souvenir de leurs anciens, morts pour la France, au champ d'honneur en France et à l'étranger.
- Abbatiale Saint-Maixent de Saint-Maixent-l'École, construite en 940, abrita les reliques de saint Maixent et saint Léger et fut détruite par un tremblement de terre. Reconstruite aux XIe et XIIe siècles (église romane), elle fut à nouveau détruite par les calvinistes en septembre 1568, et reconstruite (abbatiale) sur ses bases romanes dans un très beau style gothique. L'édifice a été classé au titre des monuments historiques en 2012[32].
- Vestiges de l'église Saint-Léger, à côté de l'abbatiale, sous laquelle se trouve la crypte Saint-Léger. La Crypte a été classée au titre des monuments historiques en 1879[33].
- Église Saint-Saturnin de Saint-Maixent-l'École. Le chevet, la crypte, la partie de la nef romane, les reconstructions et adjonctions gothiques ont été inscrits au titre des monuments historiques en 1987[34].

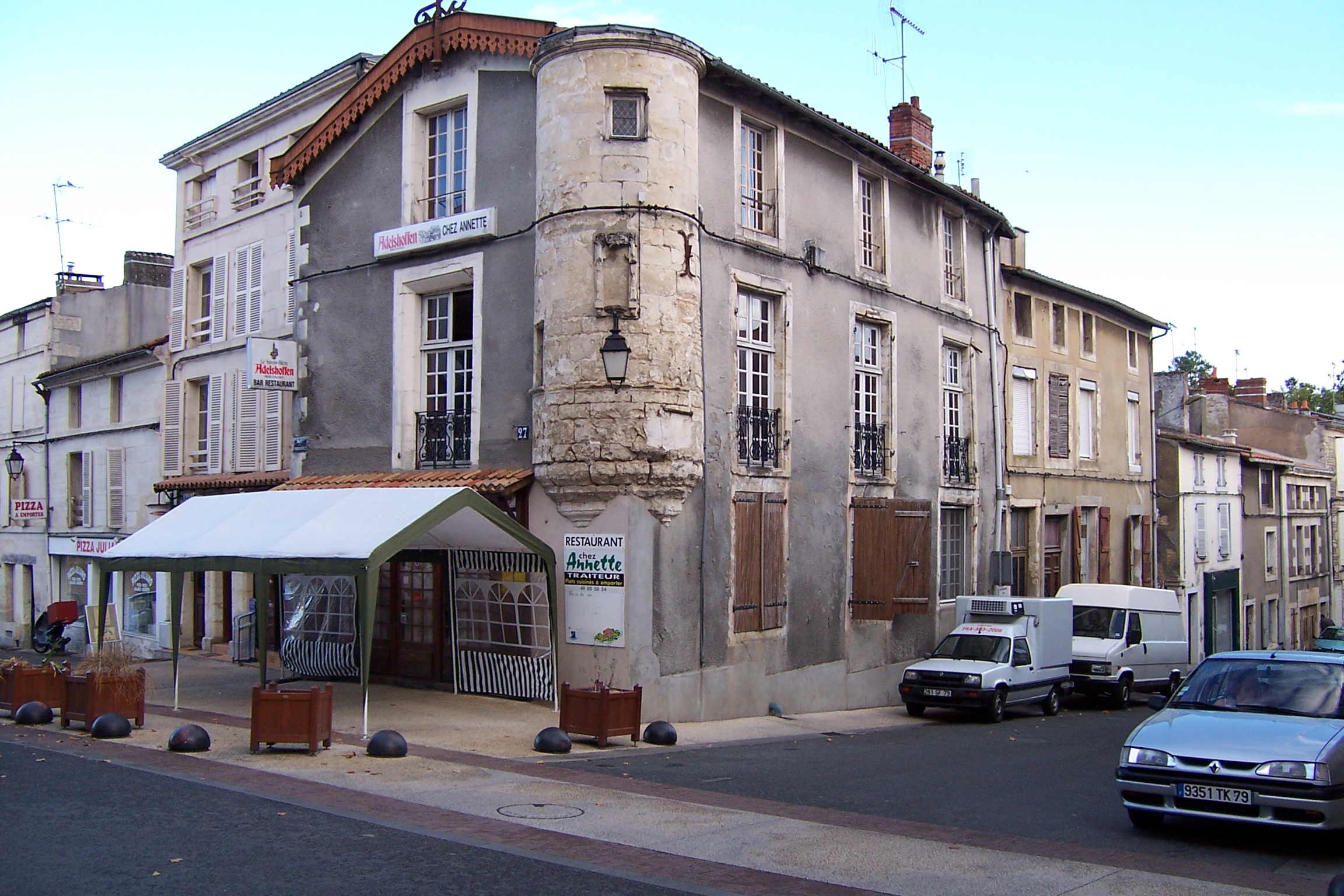
Maison à poivrière (place du marché).
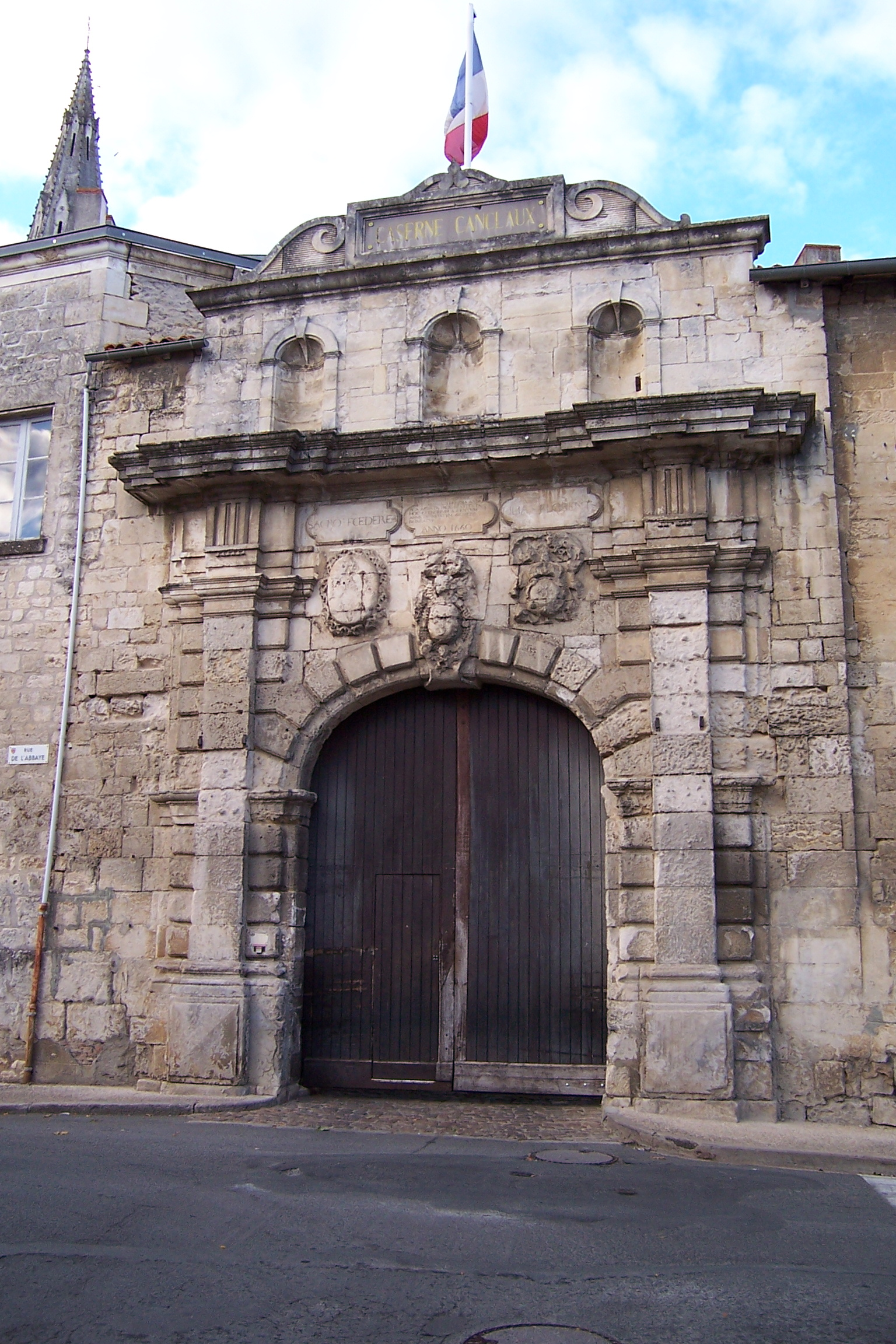
Porche de la caserne Canclaux.
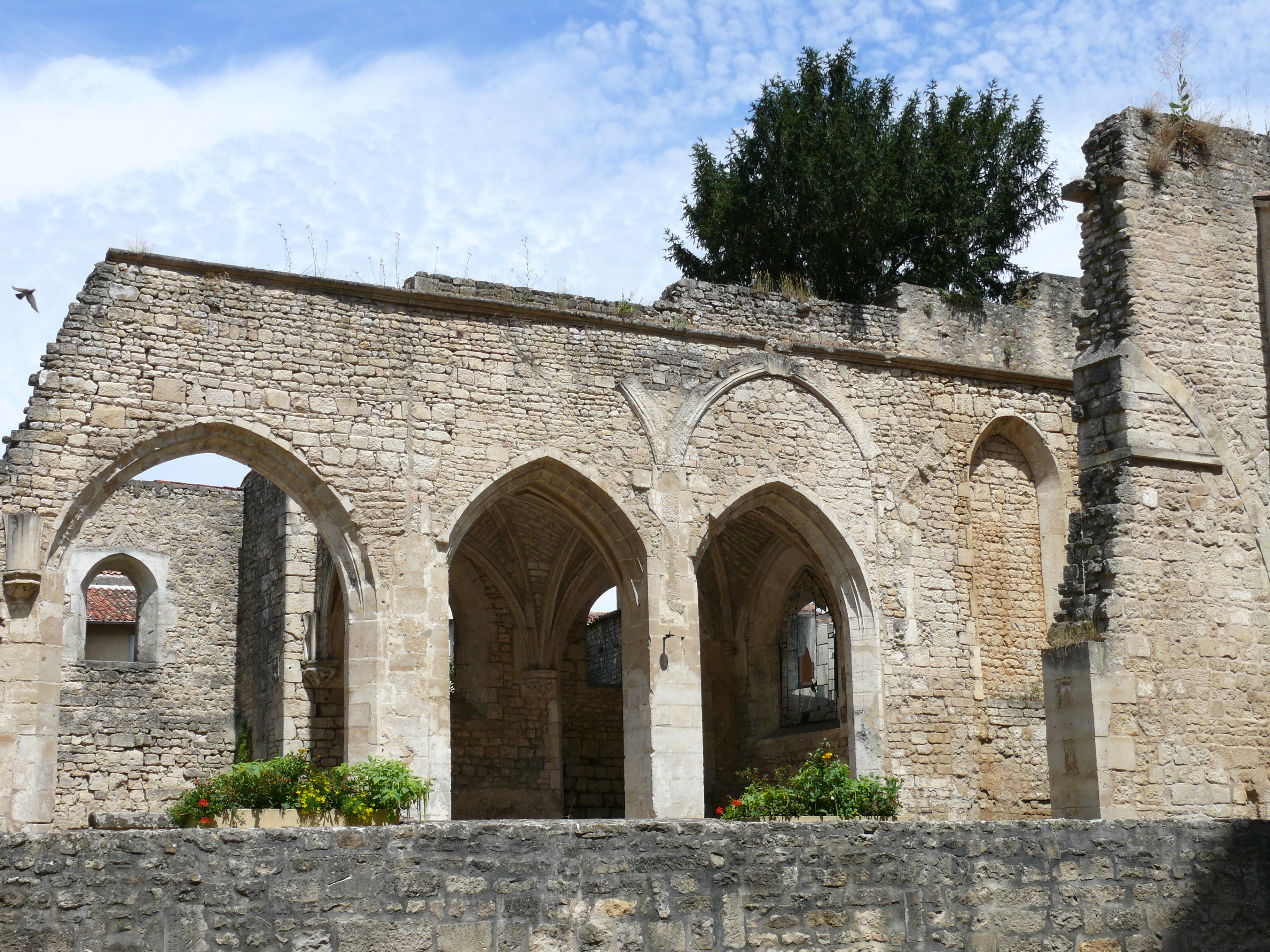
Vestiges de l'église Saint-Léger.
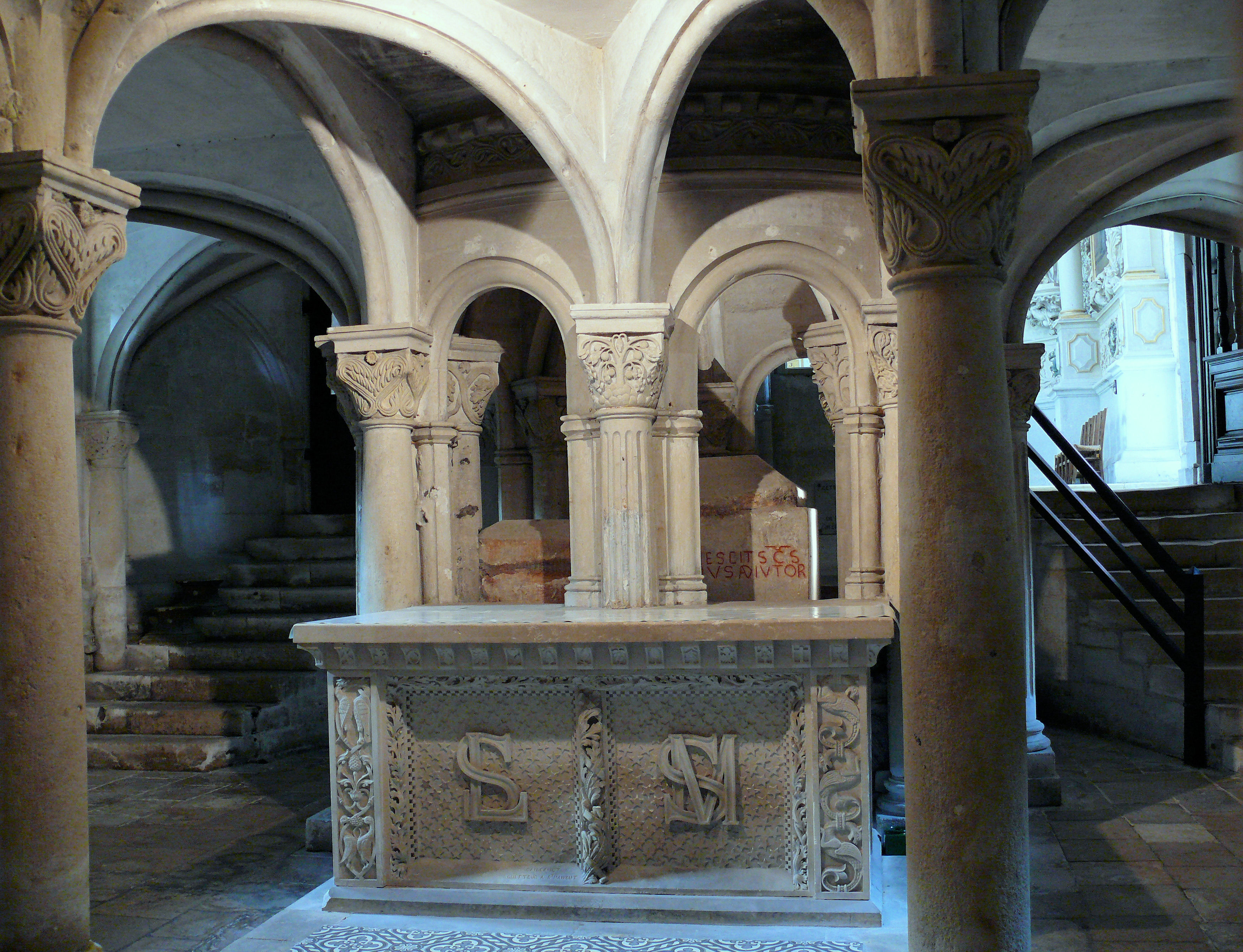
Abbatiale Saint-Maixent - Crypte Saint-Maixent et Saint-Léger.
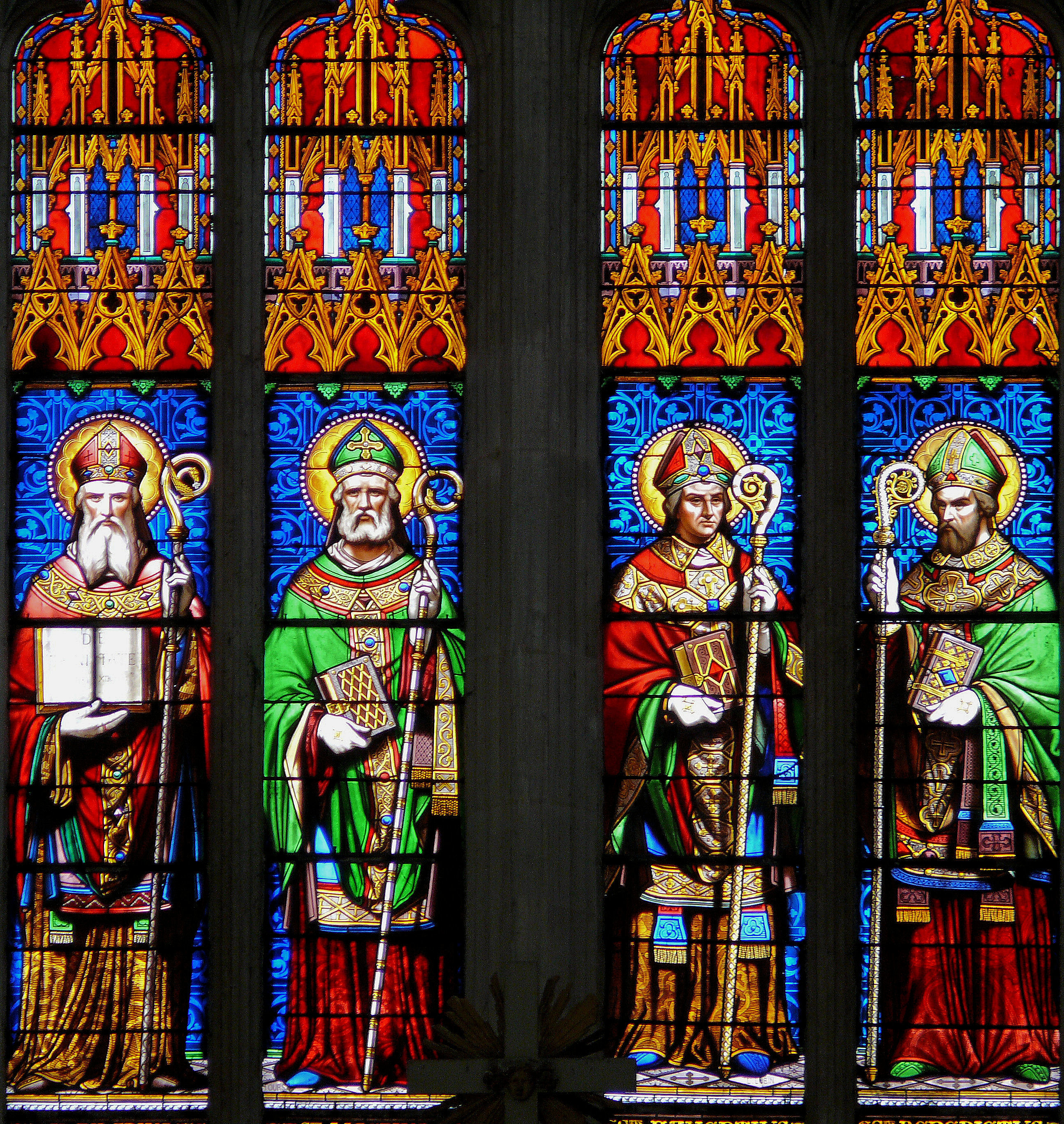
Abbatiale Saint-Maixent - Vitraux du chœur.
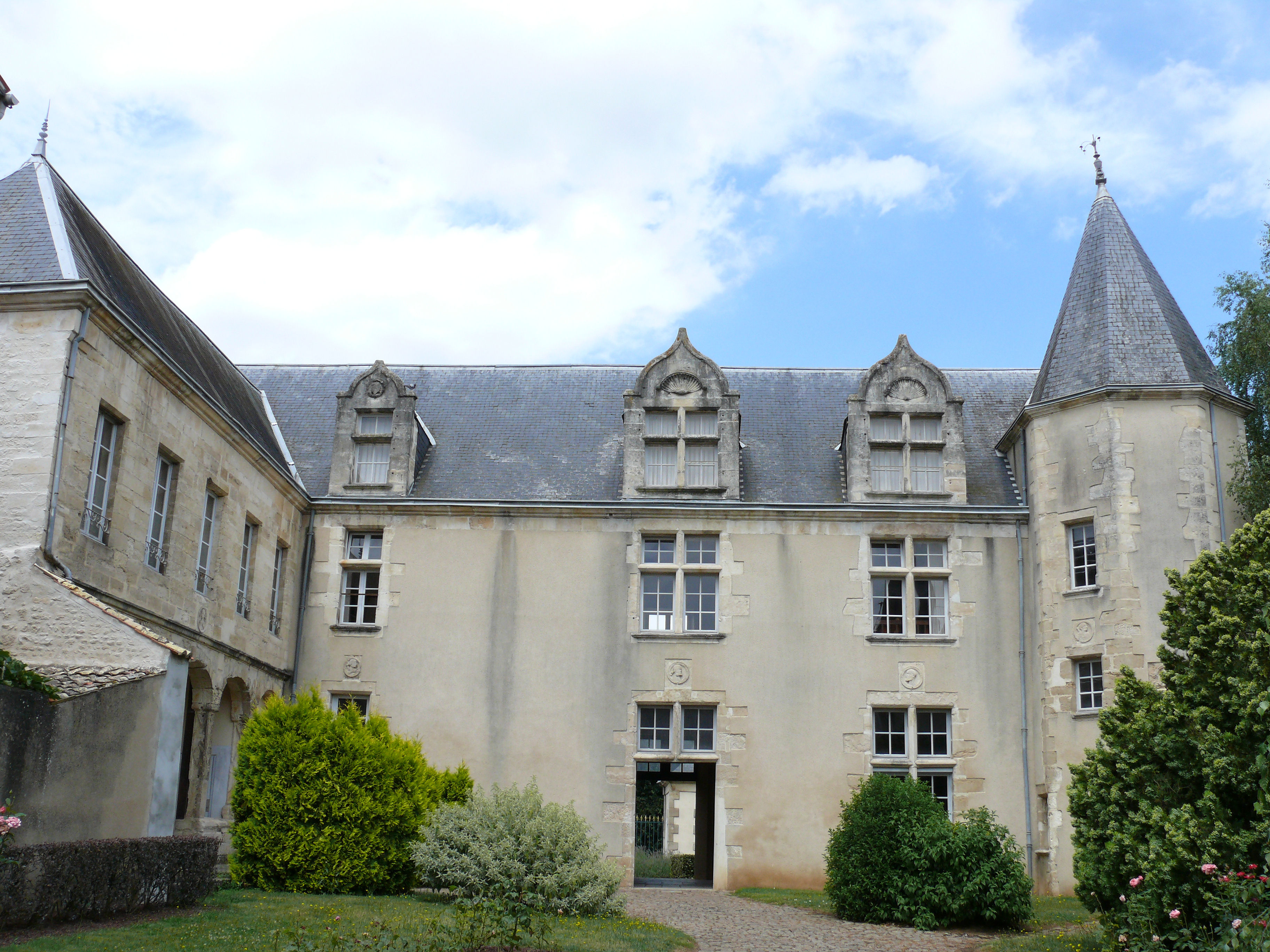
Hôtel de Balisy (1530).
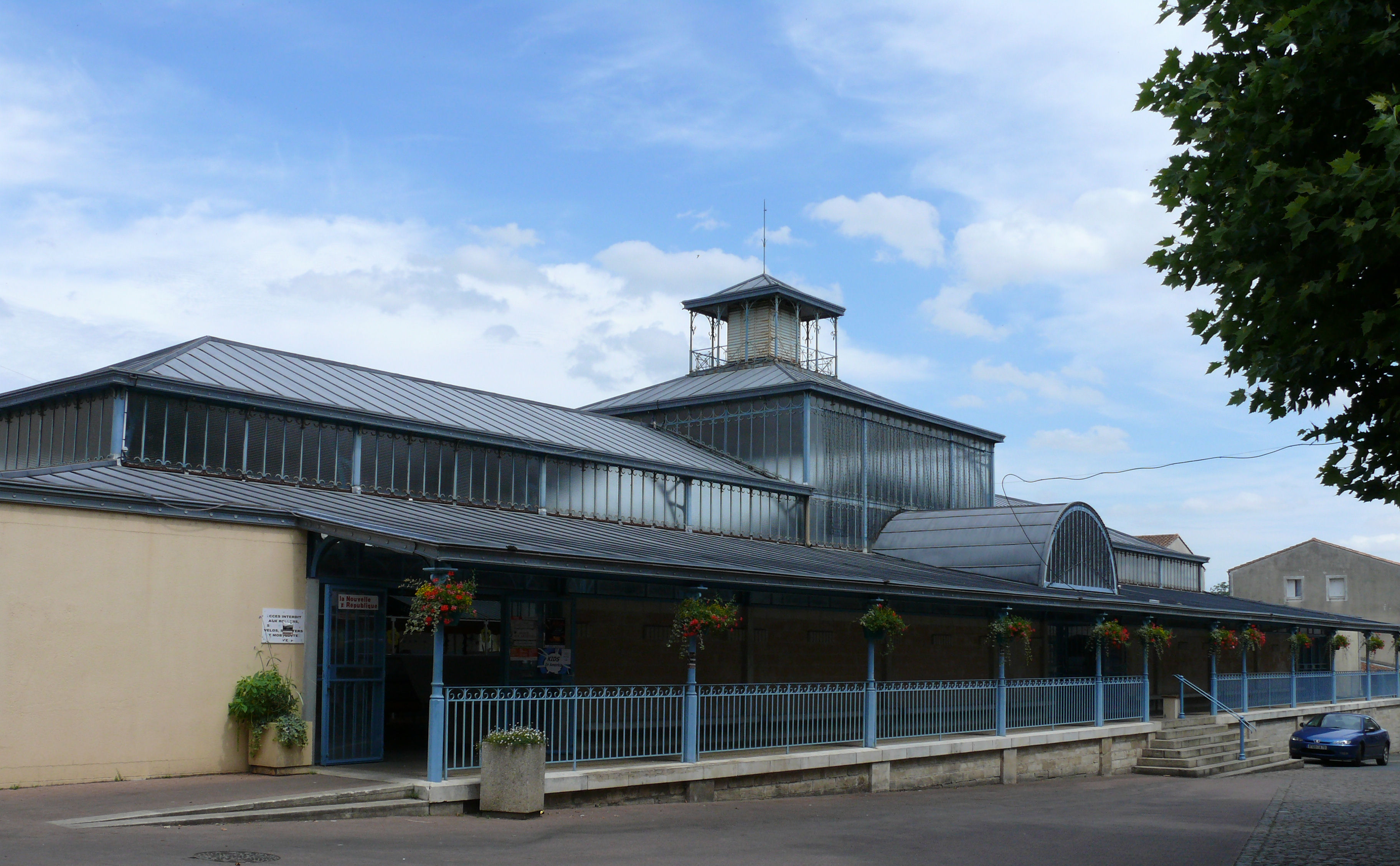
Halles.

Source

### Porte Chalon
Le bâtiment datant du XVIIIe siècle, a été construit lors de travaux d'urbanisme souhaités par le Comte de Blossac, intendant du Poitou. Il remplaçait l’une des anciennes portes de la ville fortifiée, et faisait partie d’un fief appartenant aux Chalon, puissante famille Saint-Maixentaise au XIVe siècle.
Cette nouvelle porte accueillit l'hôtel de ville jusqu'en 1921. La porte Chalon est classée monument historique depuis 1999.

### Hôtel Chauray
L'hôtel Chauray, a été construit pour Pierre Paen en 1531. L'édifice faisait partie du domaine de Chauray qui s'étendait de la rue Chalon à la rue de l'Audience.
La famille Paen est une famille très ancienne de Saint-Maixent. Philippon Paen, marchand à Saint-Maixent, fut le premier maire de la ville en 1441. Il fut maire à trois reprises.
Son frère Pierre acheta, vers 1450 la seigneurie de Chauray. Il fut maire de Niort puis de Saint-Maixent, tout comme son fils Guillaume. Pierre, le fils de ce dernier, fit construire cet hôtel particulier. Il fut également maire de Saint-Maixent.
À l'origine, l'hôtel Chauray, était entouré de deux avant-corps en forme de demi-tourelles. Aujourd'hui, une seule demeure visible.
Après la Révolution, le bâtiment a appartenu à plusieurs familles. En 1921, les derniers propriétaires vendent à la ville l'ensemble du domaine. Il a été occupé par l'administration des Postes jusque dans les années 1950.

### Église Saint-Léger
Seule une chapelle gothique de l'église Saint-Léger subsiste, abritant la crypte du VIIe siècle redécouverte au XIXe siècle et classée au monument historique.

### Porte Canclaux
Cette porte de l'abbaye du XVIIe siècle est de style classique. Au-dessous de la corniche, au centre de la frise, on peut y voir trois cartouches avec inscriptions, celle qui se trouve au centre portant la date « 1660 » ; date de reconstruction de l'abbaye. Au-dessus de l'arcade se trouvent trois écussons : à gauche, aux armes des Bénédictins à une fleur de lys, au centre aux armes de la France aux trois fleurs de lys et à droite aux armes de l'abbaye à une fleur de lys. L'abbaye fut donc abbaye royale.
Lors de l'installation des militaires dans l'abbaye, la caserne prend le nom de « caserne des bénédictins » puis en 1886 de « caserne Canclaux » ; qui donne alors son nom à la porte d'entrée de l'abbaye.

### Le quai des Tanneries
Ce bord de canal sert au nettoyage des peaux dès le XIe siècle. Le travail de la laine, du chanvre, des peaux, la teinturerie, le filage et le tissage étaient des activités importantes au Moyen Âge et à l'époque moderne.
La localisation des tanneries s'explique par le besoin d'un courant d'eau important, assuré par le canal de dérivation des moulins de l'abbaye. Une position à l'extérieur du cœur de la ville était par ailleurs nécessaire au vu des nuisances olfactives et des risques sanitaires de l'activité. La dernière tannerie saint-maixentaise cessa ses activités en 1889.

### Maison de l'Apothicaire
Rue Anatole-France se situe une maison du XVe siècle qui a conservé son inscription sur la façade aux colombages « HIC VALETUDO » (ici la santé) 1442). Celle-ci était une maison d’apothicaire.

### Hôtel Balisy
L’hôtel Balisy a été construit en 1530 pour Aimery de Léau, sieur de Balisy, capitaine du château de Saint-Maixent de 1522 à 1549. Il accueillit de nombreux notables de l'époque comme Catherine de Médicis ou le duc de Sully.
Sa façade de style classique du XVIe siècle est prolongée par une galerie de style renaissance, et est ornée avec des médaillons sculptés à l'effigie d'empereurs romains surmontés de lucarnes aux frontons décorés de coquille. En 1625, cet hôtel devint le siège de la justice de paix, jusqu'au milieu du XXe siècle.

### Hôtel Pied Foulard
L’hôtel Pied Foulard du XVIIe siècle était le presbytère jusqu'à la loi de 1905. Il est devenu hôtel de ville en 1921.

### Le musée du Sous-Officier
Avenue de l’École-Militaire se trouve le musée militaire de St-Maixent-l’École. En ce lieu se trouvait aussi l’emplacement de l’ancien château.

### Les allées vertes
Les allées vertes aménagées au XVIIIe siècle à l’instigation du Comte de Blossac. Constituées de quatre rangées d’arbres, elles entourent la place Denfert-Rochereau d’une superficie de 2 ha. Au centre se trouve la statue du colonel Denfert-Rochereau, défenseur de Belfort en 1870, né à Saint-Maixent le 2 janvier 1823.

### Festival
- Décroissance le festival, a lieu tous les ans fin juillet, depuis 2023[36]. Il attire 6 000 personnes sur trois jours[37].

## Personnalités liées à la commune
- Perrette de La Rivière, usufruitière de la seigneurie de Saint-Maixent sous Charles VII. Elle résiste à l'attaque du 3 avril 1440 par le duc d'Alençon, instigateur de la Praguerie, et Jean de La Roche qui y subissent une défaite cinglante[38].
- François Villon finit ses jours à Saint-Maixent en 1489 si l'on en croit Rabelais ; mais aucune preuve solide n'a été apportée[39].
- Michel Mathieu Lecointe-Puyraveau, révolutionnaire français.
- Jean Philippe Garran de Coulon, (1748 à Saint-Maixent - 1816 à Paris), avocat et homme politique de la Révolution française.
- Henri Menuau (1748 à Saint-Maixent - 1810), homme politique, député du Maine-et-Loire à l'Assemblée législative.
- Charles Guy François Agier (1753 à Saint-Maixent - 1828 à Niort), député.
- François-Marie Agier (1780 à Saint-Maixent - 1848 à Paris), député.
- Pierre-Gaspard Roll[40] (1787-1851), compositeur, premier grand prix de Rome en 1814, est né le 5 octobre 1787[41], à Saint-Maixent (paroisse Saint-Saturnin). Sa tombe est au cimetière Montmartre (33e division).
- François Garran de Balzan (1838-1902), homme politique né à Saint-Maixent (Deux-Sèvres), maire de Vausseroux, sénateur des Deux-Sèvres de 1886 à 1902.
- Pierre Philippe Denfert-Rochereau, défenseur de Belfort pendant la guerre de 1870.
- Henry Charbonneau né le 12 décembre 1913 à Saint-Maixent-l'École, est un militant d'extrême droite, collaborateur, journaliste et écrivain nationaliste français.
- Stéphane Hessel (1917-2013) diplomate, résistant et écrivain, est un ancien élève de l'école militaire de Saint-Maixent[42].
- Ségolène Royal, députée PS de la 2e circonscription de Saint-Maixent-l'École de 1988 à 2007.
- Hervé Faget, champion du monde d'épée lors des Championnats du monde d'escrime 1994, entraîneur de Laura Flessel et Marie-Florence Candassamy, est né à Saint-Maixent.
- Octave Gelin (1874-1932), architecte né à Saint-Maixent.
- Pierre Goguet (1830-1886), homme politique français, maire de Saint-Maixent.
- Régis Loisel, dessinateur né à Saint-Maixent.
- Yves Godard, officier parachutiste français né à Saint-Maixent.
- Jacques Fouchier (1913-1994), docteur-vétérinaire (E.R.), ancien député, secrétaire d'État auprès du ministre de l'agriculture en avril 1978, membre de la direction du CNIP de 1979 à 1980.
- Christian (en religion Bruno) Lemarchand (1930-1996), l'un des sept moines de Tibhirine.
- Khaled Nezzar, général algérien, est un ancien élève de l'école militaire de Saint-Maixent.
- Le président du Congo Denis Sassou-N'Guesso est un ancien élève de l'école militaire de Saint-Maixent[43].
- Jean Cavaillès (1903-1944). Normalien, mathématicien et philosophe, résistant, compagnon de la Libération. Cofondateur du réseau Libération-Sud et du journal Libération (1941-1964).
- Pierre II de Viellechèze (1560-1619) seigneur des Essarts, noble homme, président en l’élection de Saint-Maixent, maire de cette ville en 1579

## Héraldique
| Blason | Blasonnement : De gueules à la couronne royale d’or, au chef d’azur chargé de trois fleurs de lys aussi d’or. |